# 神保総誠
神保 総誠（じんぼう ふさのぶ）は、戦国時代の武将。能登畠山氏の家臣。畠山七人衆の１人。宗左衛門尉と称す。

## 略歴
畠山義総・義続に仕えた。大永から天文10年（1541年）頃にかけて、主君・義総と三条西実隆の文芸交流の使者を勤め、大永4年（1524年）8月には自らも実隆に色紙の揮毫を求めた（『実隆公記』）。また、天文9年（1540年）から同17年（1548年）には石山本願寺の交渉の際に奏者として活動しており、外交面で重要な役割を果たしていた（『天文日記』）が1555年～1558年春の弘治の内乱で反乱軍側に付き討ち死にした。
子の周防守長頼は父に代わって天文20年（1551年）から同23年（1554年）にかけて石山本願寺への奏者を務めた。永禄9年（1566年）、義綱が長続連ら重臣たちによって追放されると（永禄九年の政変）、周防守は近江に逃れた義綱に追従し、永禄11年（1568年）、義綱による能登入国作戦においては馬廻衆として義綱軍の主力となって七尾城に迫ったが、続連らの反撃に遭い失敗した。